# USS LST-469
USS LST-469 – amerykański okręt desantowy czołgów służący w US Navy w czasie II wojny światowej. Wszedł do służby w 1943 i służył do 1946.
Stępkę jednostki położono 23 października 1942 w Vancouver w stanie Waszyngton w stoczni Kaiser, Inc. Został zwodowany 27 listopada 1942. Wszedł do służby 8 marca 1943.
W czasie II wojny światowej LST-469 został przydzielony na Pacyfik. 16 czerwca 1943 został storpedowany przez japoński okręt podwodny I-174, w momencie gdy płynął w konwoju GP55 w pobliżu wschodniego wybrzeża Australii. Okręt został odholowany do Sydney na remont.
Po remoncie brał udział w wielu operacjach desantowych, między innymi:
- operacja Reckless i Persecution – kwiecień 1944
- operacje w rejonie zachodniej Nowej Gwinei:
  - walki o rejon Toem-Wakde-Sarmi- maj 1944
  - operacja na wyspie Biak— maj i czerwiec 1944
  - lądowanie na Noemfoor—lipiec 1944
  - bitwa o Cape Sansapor—lipiec i sierpień 1944
  - lądowanie na Morotai—wrzesień 1944
- lądowanie w Leyte—październik 1944
- lądowanie w zatoce Lingayen—styczeń 1945

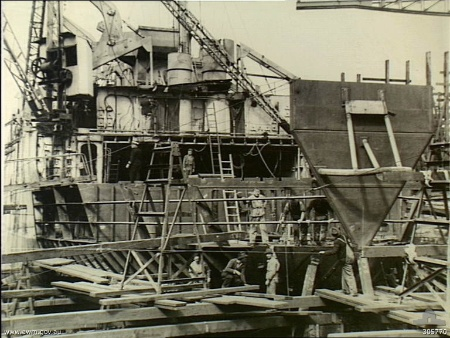
USS LST-469 w czasie napraw

Po wojnie brał udział w działaniach operacyjnych na Dalekim Wschodzie do 24 października. Brał udział w operacjach w Chinach w dniach 25 października-2 listopada 1945. Po powrocie do Stanów Zjednoczonych okręt został wycofany ze służby 27 marca 1946. Skreślony z listy jednostek floty 1 maja tego samego roku. 13 grudnia 1947 okręt został sprzedany na złom firmie Hughes Bros. Inc. z Nowego Jorku.
LST-469 został odznaczony czterema gwiazdami bitewnymi (ang. battle stars) za służbę w czasie II wojny światowej.